# Monasterio de la Gran Laura
El Monasterio de la Gran Laura (en griego: Μονή Μεγίστης Λαύρας) es el primer monasterio ortodoxo construido en el Monte Athos, Grecia. Primero en la jerarquía de los 20 monasterios que conforman la comunidad monástica del Monte Athos. Se encuentra en la ladera sureste del monte con una altitud de 106 metros. Laura en griego corresponde a las colonias de celdas monacales, por sus largos corredores, y también a las cuevas de eremitas en su conjunto.
Fue fundado en el año 963 por San Atanasio de Athos, a quien está dedicado y cuya celebración es el 5 de julio según el calendario gregoriano (el 18 de junio según el juliano). Esa fundación marca el momento inicial de la vida monástica organizada en el monte. Donde está el monasterio, hubo una de las ciudades más antiguas de la península de Athos, quizás Akrothooi, de donde proceden los sarcófagos del monasterio que están en la casa de almacenaje de aceite. La historia del monasterio es la más completa comparada con otros monasterios, porque sus archivos históricos se conservaron casi intactos. Es posible que el estudio de estos archivos contribuya a comprender la historia de otros monasterios, cuyos archivos se han perdido, en todo o en parte. La sketae de Prodromos está bajo su mandato.

## Fundación

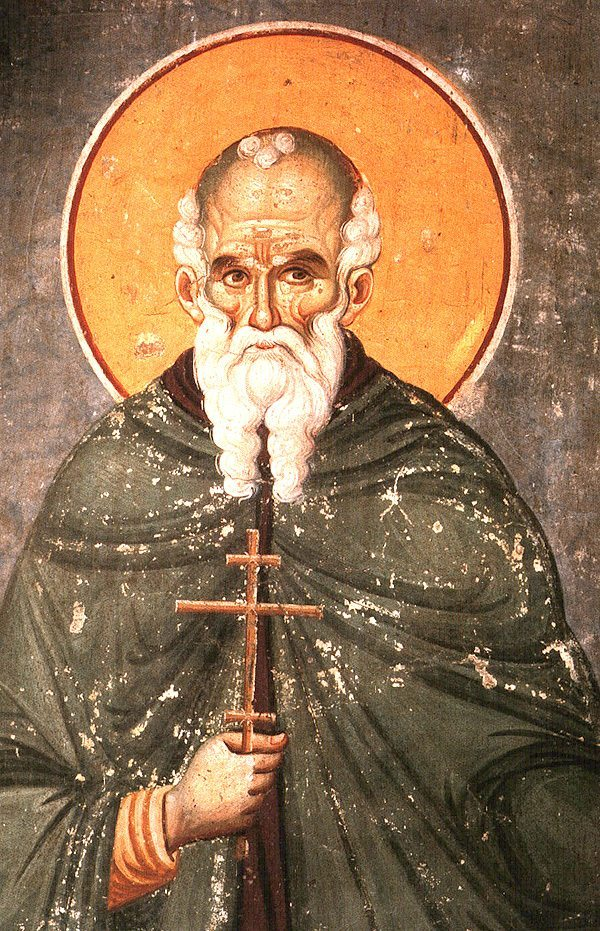
Icono ruso de San Atanasio.

El fundador de la Gran Laura, Atanasio, empezó la construcción del edificio en 963, de acuerdo con el deseo de su amigo el emperador bizantino Nicéforo II Focas quien proporcionó fondos para el proyecto. Nicéforo había prometido a Atanasio que pronto se convertiría en monje de la Gran Laura, pero las circunstancias y su muerte anularon esos planes. Sin embargo, una dotación imperial permanente, que fue doblada por Juan I Tzimisces, permitió la integración de los edificios. Los emperadores dieron también a la Gran Laura muchas otras tierras en propiedad incluyendo la isla de San Eustracio  y el monasterio de San Andrés en Tesalónica. Esto llevó al crecimiento de los monjes de 80 a 120.

## Historia posterior
El proyecto del edificio, según la biografía de Atanasio de Athos (siglo XI), comenzó con el muro de protección y continuó con la iglesia y las celdas del monasterio. Después de la muerte de Atanasio, el monasterio siguió sus operaciones con normalidad. Los emperadores favorecieron su desarrollo y durante el siglo XI hubo 700 monjes, mientras que monasterios más pequeños fueron cedidos al Gran Laura. En el siglo XIV el monasterio sufrió, como el resto de los monasterios del monte Athos, por los españoles de la corona de Aragón y otros piratas. El resultado de la crisis fue la formación de una forma peculiar de monaquismo, el 
idiorrítmico, la forma más primitiva de vida monacal la cual se originó en el desierto egipcio de la Tebaida, donde los monjes vivían aislados incluso de otros monjes, a pesar de las objeciones de la iglesia oficial y los emperadores. En 1574, el patriarca de Alejandría, Silvestre, ayudó y el monasterio operó de nuevo bajo monaquismo cenobítico, es decir, monjes viviendo juntos en comunidad, pero pronto el monaquismo peculiar se introdujo de nuevo. En 1655, el patriarca Dionisio III de Constantinopla, quien también se convirtió en monje, donó su fortuna personal para el regreso de la vida cenobítica pero de nuevo estos intentos fueron insuficiente y el monaquismo peculiar persistió hasta el siglo XX (1914), cuando se produjeron nuevos intentos de regreso a la vida cenobítica pero sin resultados. Desde el año 1980 el monasterio ha sido cenobítico.

## Edificios
La iglesia principal (Katholikon) fue fundada por Atanasio, quien perdió la vida junto con otros seis trabajadores cuando una de las cúpulas cayó durante la construcción. El estilo arquitectónico del templo se caracteriza por dos grandes áreas del coro y la oración. Este estilo fue entonces consagrado y copiado por los otros monasterios. Los frescos se elaboraron en 1535 por el gran pintor Teófano (Theophanis). Sin embargo, el nártex se pintó en 1854.
Al norte del nártex (liti), está la capilla de los Cuarenta mártires de Sebaste en donde está la tumba de Atanasio. Al sur del liti, se encuentra la capilla de San Nicolás, pintada por Franco Cantellano en 1560. La trapeza opuesto a la entrada central tiene la forma de cruz y es la más grande del Monte Athos. Su interior está lleno de frescos, pintados por Teófano o su escuela.

## Tesoros artísticos
Está decorado con frescos del siglo XVI y tiene también unos relieves esculpidos en mármol por Francisco Castellanos. En su nártex estuvo trabajando en 1851 y 1852 el pintor búlgaro Zahari Zograf. La biblioteca del monasterio se encuentra detrás de la iglesia principal. Contiene 2116 manuscritos griegos y 165 códices. Entre ellos manuscritos unciales del Nuevo Testamento: Codex Coislinianus, Codex Athous Lavrensis, Uncial 049, Uncial 0167, y minúsculas 1073, 1505, 2524, 1519. Hay también más de 20 000 libros impresos, y alrededor de cien manuscritos en otros idiomas. La colección es una de las más ricas de manuscritos griegos del mundo.
La sacristía está detrás de la iglesia principal. Algunos de los artefactos más importantes son un manuscrito del evangelio con cubierta de oro que es un regalo de Nicéforo II Focas y la lista (Kouvaras) de los monjes desde Atanasio. Hay también 2500 iconos que cubren toda la historia de hagiografía del segundo milenio.

## Galería

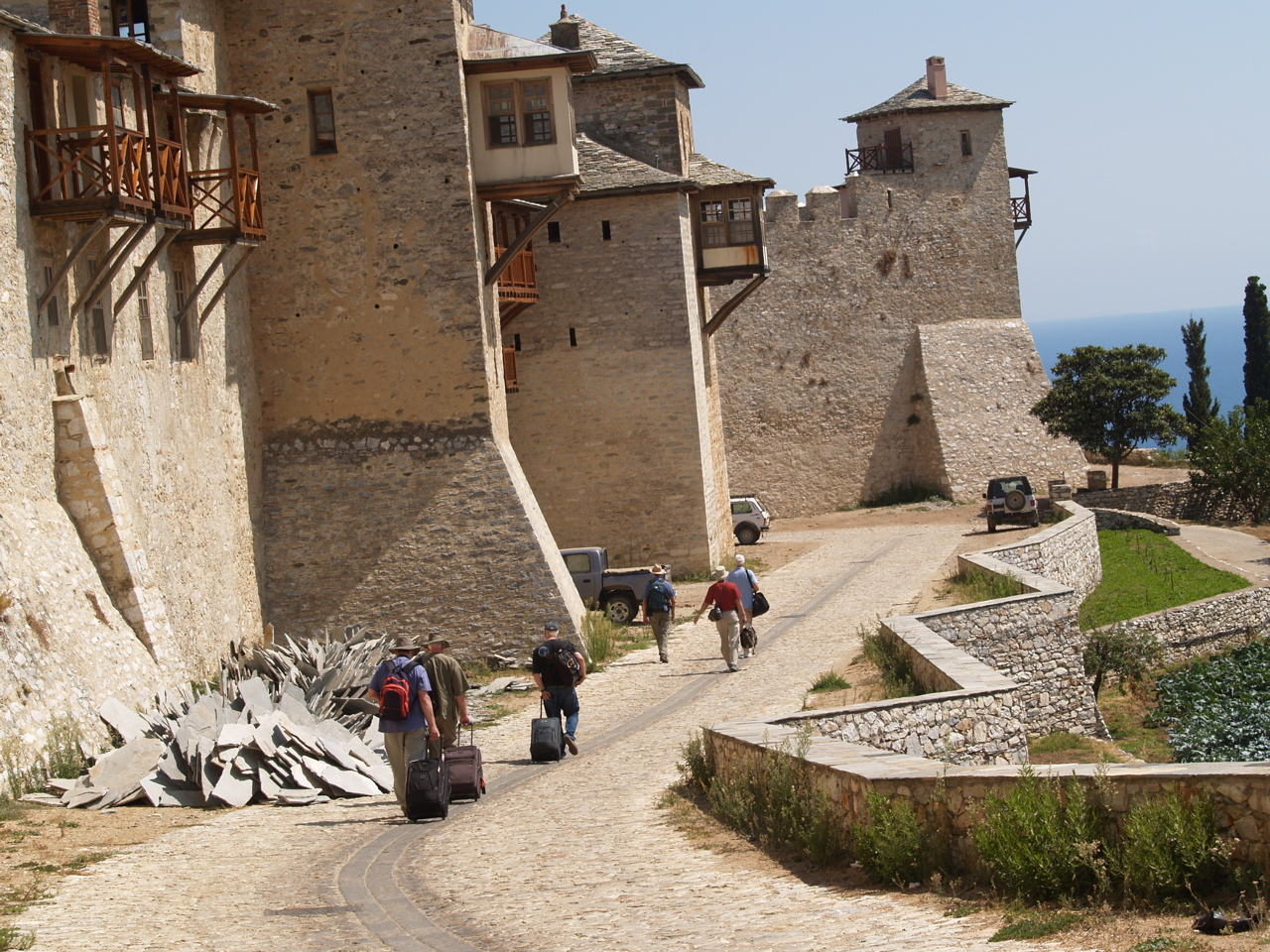
Carretera al monasterio
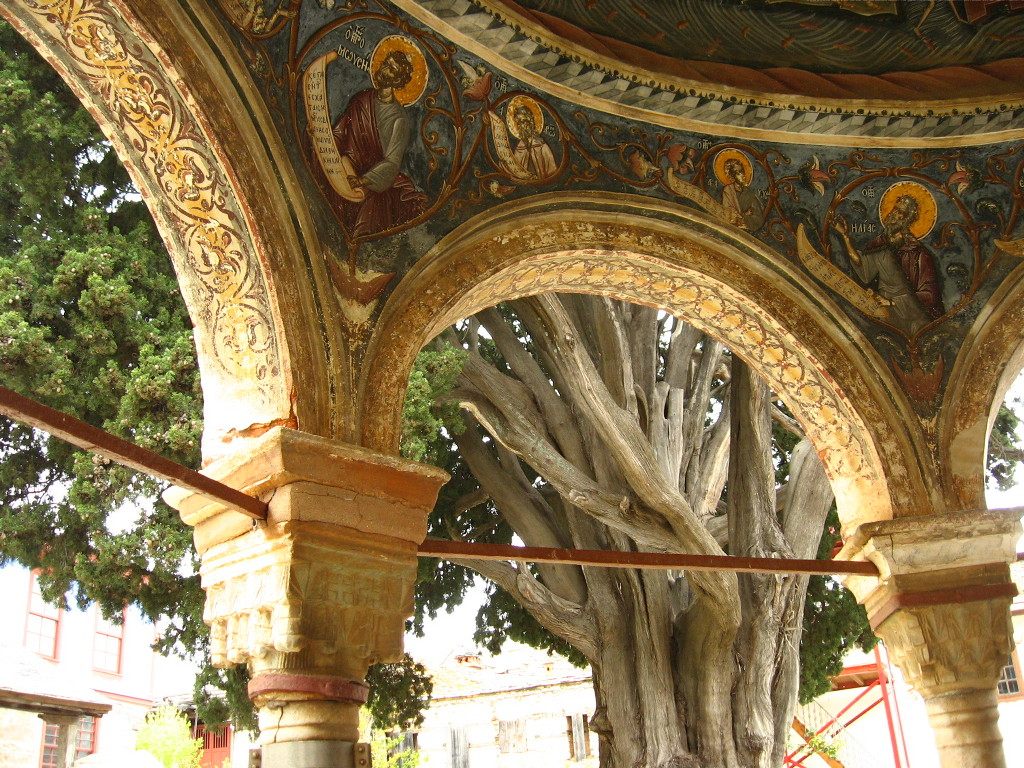
Ciprés de san Atanasio, como se ve desde la entrada en la iglesia de la Gran Laura. Se dice que tiene más de mil años.
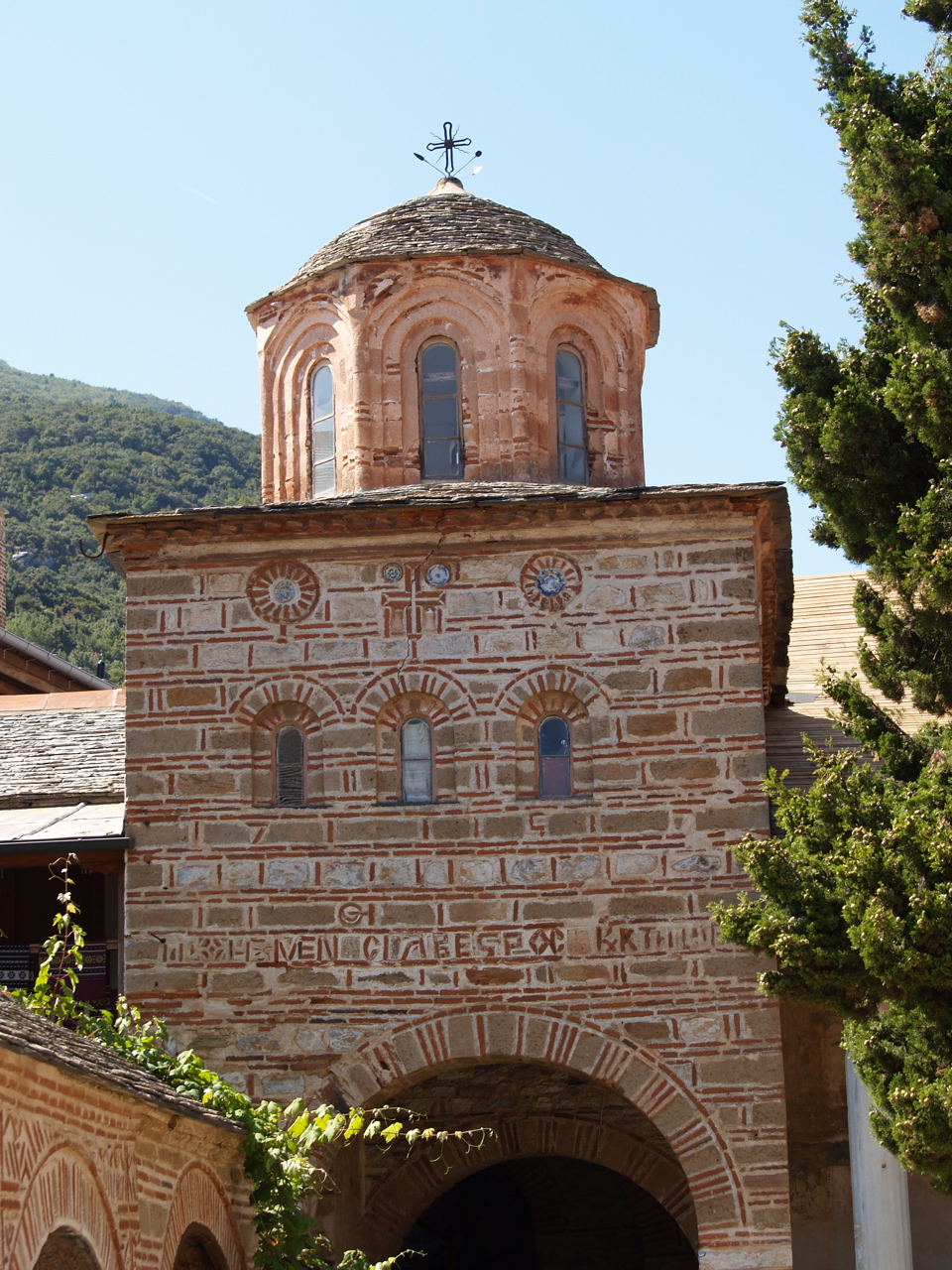
Una puerta.
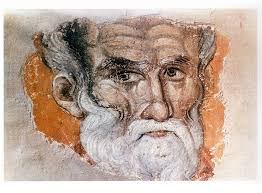
Fresco de San Nicolás (1560)
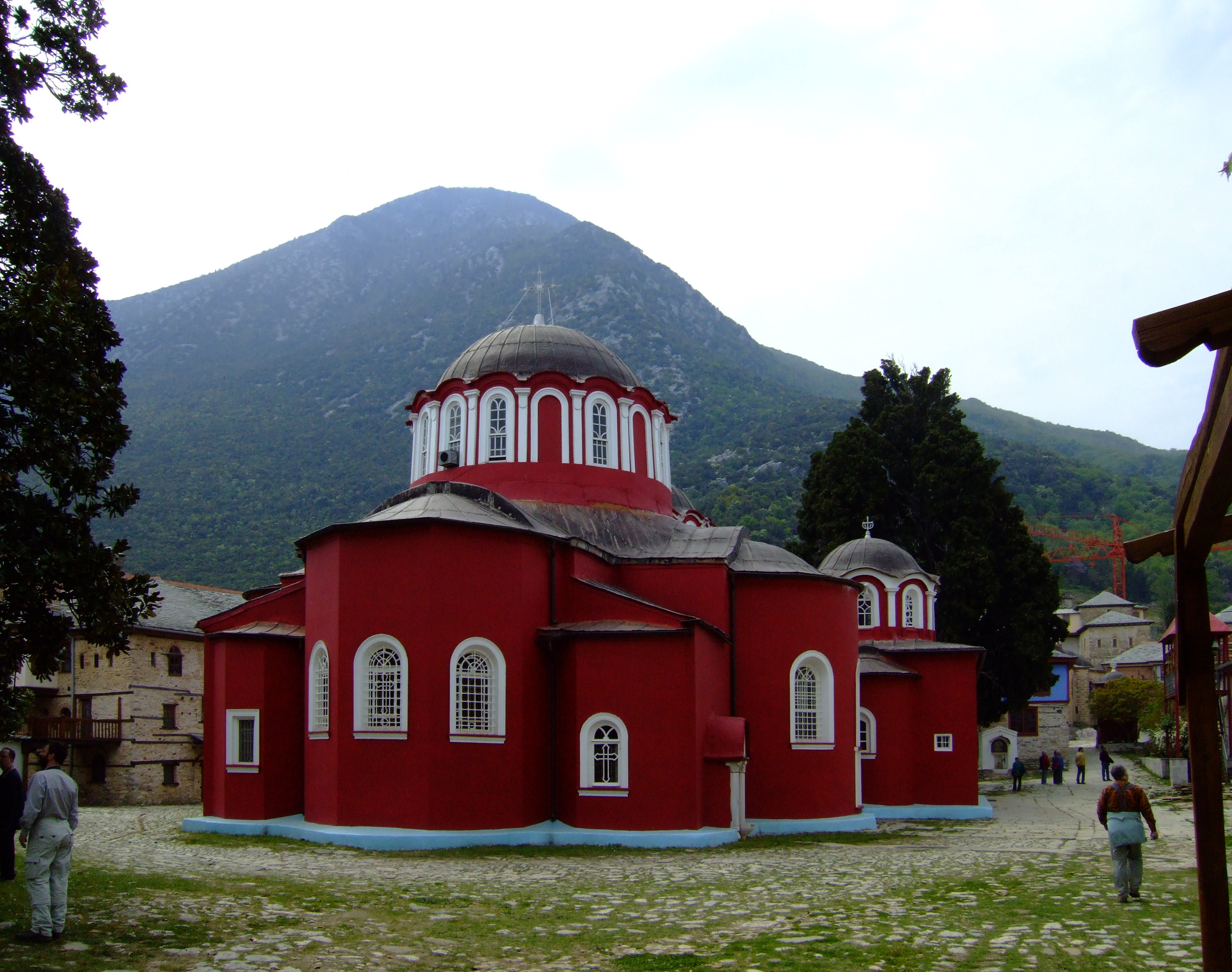
Iglesia principal del monasterio.
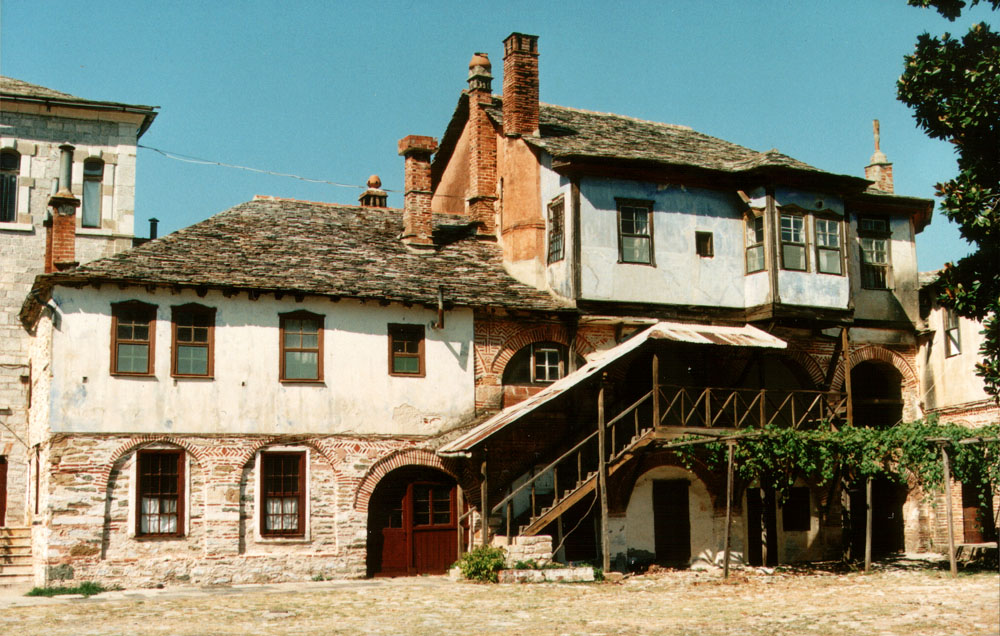
Gran Laura en 1998